# Ортнер, Максимилиан
Максимилиан Ортнер (нем. Maximilian Ortner; род. 4 июня 2002, Фельдкирхен, Каринтия) — австрийский прыгун с трамплина, победитель и призёр этапов Кубка мира, серебряный призёр чемпионата мира 2025 года в командном соревновании.

## Спортивная карьера
6 января 2023 года Максимилиан дебютировал на этапе Кубка мира в Бишофсхофене, занял 28-е место и сразу же набрал очки в общий зачёт.
В начале сезона 2024/25 годов Ортнер смог подняться на свой первый подиум на этапах Кубка мира, заняв третье место в Лиллехаммере. 18 января 2025 года одержал свою первую победу в Кубке мира. В составе сборной Австрии в командных соревнованиях в Закопане стал победителем.
На турне четырёх трамплинов 2024/2025 годов в итоговом зачёте стал 9-м.
На чемпионате мира 2025 года в Тронхейме в командном соревновании в составе Австрии завоевал серебряную медаль.